# Colle della Croce
Colle della Croce (talijanski) ili fra. Col Lacroix,  ponekad se i Col de la Croix) je pješački prijevoj (2,299 m) Kotijskih Alpa.

## Etimologija
I na talijanskom i na francuskom ime znači prolaz križa.

## Geografija
Prijevoj povezuje sela La Montà (općina Ristolas, u Francuskoj) i Villanova (općina Bobbio Pellice, u Italiji).
Čini granicu između Središnjih i Južnih Kotijskih Alpa.

## Vanjske poveznice

### Zemljovidi
- talijanska službena kartografija ( Istituto Geografico Militare - IGM); on-line verzija: www.pcn.minambiente.it
- francuska službena kartografija ( Institut Géographique National - IGN); on-line verzija: www.geoportail.fr
- Istituto Geografico Centrale - Carta dei sentieri e dei rifugi scala 1:50.000 n.6 Monviso